# 神・風
『神・風』（かみかぜ）は、士貴智志による日本の漫画作品。 2003年12月26日にはキングレコードよりドラマCDもリリースされた。

## ストーリー
現代より遡ること千年以上前、「まつろわぬ化外の民」と呼ばれる5つの種族が、力を合わせて邪悪な「八十八のケモノ」を鎮めた。ところがその時に五つの種族のうち、空、火、風の3つの民はケモノの邪悪な力により呪われてしまった。
時は流れ20世紀末、化外の民とケモノとの間にある永きに渡る因縁を知らない世間の人々（化外の民の言葉で「赤土（あかはに）」と呼ばれる）の暮らしの中に、突如として「八十八のケモノ」が現れ、都市部を蹂躙する。この異常事態を打開する力を持つのは、ケモノの呪いから免れた土と水の民の一族であったが、水の民の最後の末裔である御子神みさをは、自らの宿命を知らぬまま赤土の一員として暮らしていた。
御子神みさをを付け狙う一族と、それを護ろうと動き出す地の民の長・石神カムロとの間の激しい攻防が、御子神みさをを台風の目として繰り広げられるのだった。

## 登場人物
声優はドラマCD版のもの
石神カムロ
声：石田彰
本作の主人公であり、「化外の民」地の民の長。御子神みさをを護ることで「八十八のケモノ」復活阻止を目指す。神剣「神風」を所持し、多くの敵と渡り合う。
御子神みさを
声：雪野五月
本作のヒロイン。「化外の民」水の民の長に連なる血統であると同時に、そのために「八十八のケモノ」復活の鍵として命を狙われる存在でもある。当初は自らの血統について詳細を知らず、赤土の一員として暮らしていたが、徐々に状況を理解し、勇敢さを獲得してゆく。
比嘉悠
声：関俊彦
「化外の民」火の民の長。ストーリー序盤の敵として立ちはだかる。風の民の長であるかえでとは恋仲であり、1児を儲けている。
かえで
声：折笠愛
「化外の民」風の民の長。「八十八のケモノ」復活を成就するため、御子神みさを捕獲を部下に命じた。
藍隈
かえでの部下。比嘉に実り難き恋心を抱いている。
紅隈
かえでの部下。後に比嘉のやり方に疑問を持ち離反し、独自行動を取るようになる。巨大な犬「ランスロット」を従える。
会田
石神が持つ「神風」とは異なるもう一振りの「神風」を持つ男。御子神みさを恋い慕う。
南郷力丸
藍隈の戦友。
火焔隈
声:小西克幸
火の民の一員。比嘉を盲信している。
利平

弁天小僧菊之助
「白浪五人男」の一員。人間社会に強い憎悪を抱いている。
間瀬圭子
雑誌編集者。みさをの知り合いであり、「八十八のケモノ」周辺の事件を取材しようと奔走する。
おとろし
「八十八のケモノ」の頂点に立つとされる存在。しかし比嘉によってその力が大きく削がれている。
茅野
「化外の民」空（うつほ）の民の長。比嘉やかえでとはやや異なる立ち位置から暗躍する。
おつわ
土の民の隠れ里に住まう守護者。着物を纏った童女の姿をしている。
佐依
近永勇

## 世界観・用語
化外の民（まつろわぬ化外の民）
赤土
化外の民の言葉でいう、異能を知らない一般人。
八十八のケモノ
神風

## 書籍
- 士貴智志『神・風』講談社アフタヌーンKCデラックス（全7冊）
  1. 1998年03月発行 ISBN 978-4063199185
  2. 1999年04月発行 ISBN 978-4063340556
  3. 2000年04月発行 ISBN 978-4063342956
  4. 2001年01月発行 ISBN 978-4063343748
  5. 2001年12月発行 ISBN 978-4063344868
  6. 2003年11月21日発行 ISBN 978-4063347814
  7. 2003年11月23日発行 ISBN 978-4063347821